# Sphaerocarpos drewei
Sphaerocarpos drewei är en bladmossart som beskrevs av Wigglesw.. Sphaerocarpos drewei ingår i släktet Sphaerocarpos och familjen Sphaerocarpaceae. IUCN kategoriserar arten globalt som starkt hotad. Inga underarter finns listade i Catalogue of Life.